# Uélé moliba makasi

Uélé moliba makasi (orthographiée aussi : Olélé moliba makasi) est une chanson en langue lingala. Elle est originaire de la république démocratique du Congo (Congo-Kinshasa) et de la république du Congo (Congo-Brazzaville), où elle est chantée comme berceuse, ou par les rameurs en pirogue pour rythmer les coups de pagaie. Elle a depuis longtemps dépassé les frontières du Congo grâce au livre-CD Comptines et berceuses du Baobab ou à la bande dessinée Tintin au Congo d'Hergé.
La chanson est très souvent apprise, comme chanson de geste, aux enfants des écoles maternelles en  France.
Une association humanitaire porte ce nom : Moliba Makasi.